# کلاته استاد محمد
کلاته استاد محمد یک منطقهٔ مسکونی در ایران است که در دهستان چاشم واقع شده‌است.